# Марсель Морімон
Марсель Морімон (9 червня 1886 — ) — бельгійський академічний веслувальник.
Срібний призер Олімпійських Ігор 1908 року в складі вісімки.
Чемпіон Європи 1906, 1907, 1908 років у складі вісімки.